# Pitcairnia hammelii
Pitcairnia hammelii är en gräsväxtart som beskrevs av Hans Edmund Luther. Pitcairnia hammelii ingår i släktet Pitcairnia och familjen Bromeliaceae.
Artens utbredningsområde är Panamá. Inga underarter finns listade i Catalogue of Life.